# NGC 7015

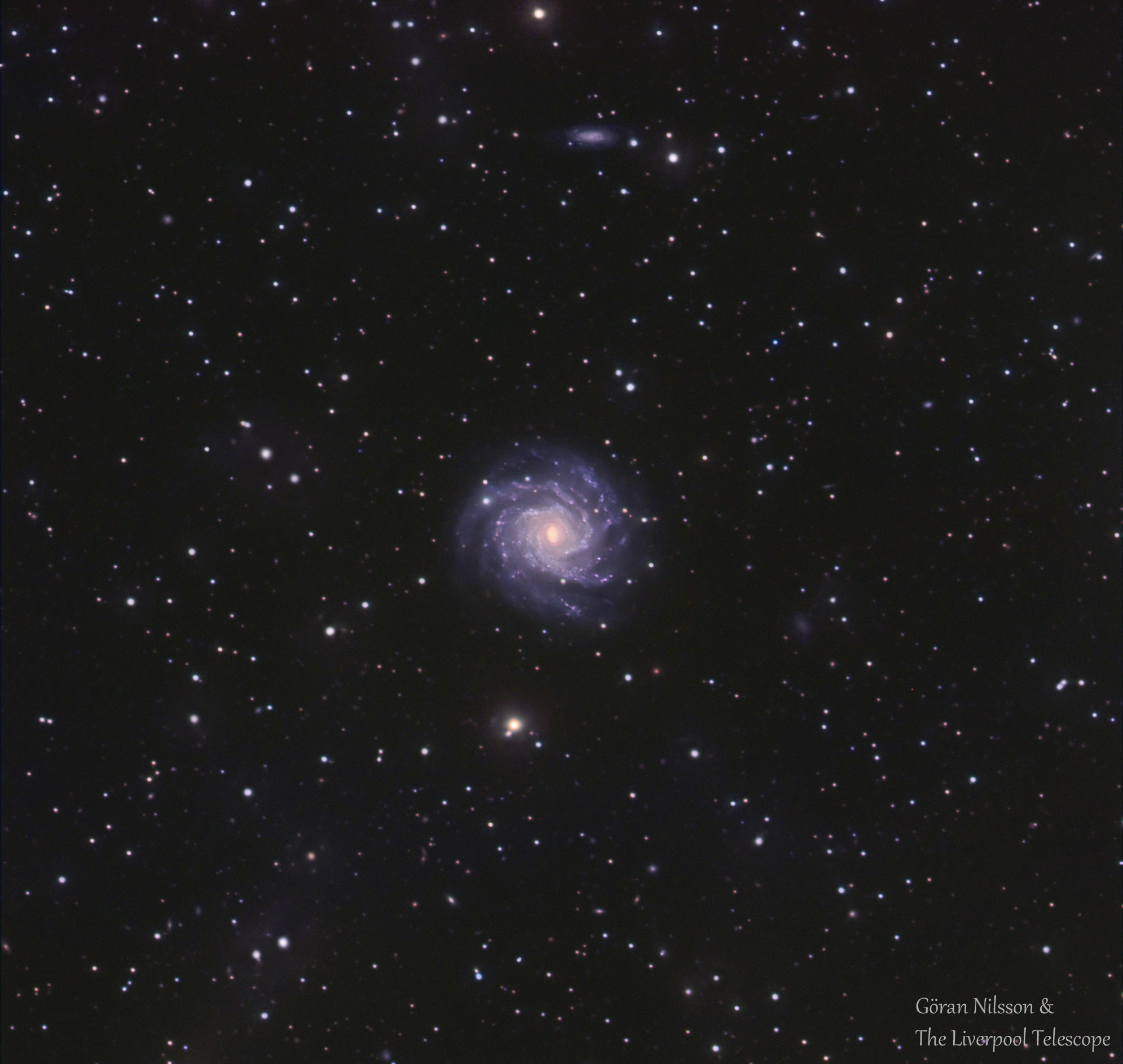
NGC 7015

Galaxia NGC 7015 (de asemenea UGC 11674, MCG 2-53-12, ZWG 425.40, IRAS21032+1112 sau PGC 66076) a fost descoperită de Edouard Stephan, la 29 septembrie 1878 cu telescopul lui L. Foucault de 800 mm. A fost catalogată pentru prima oară în 1888, în New General Catalogue de astronomul danez John Dreyer.
Marele astronom a introdus în catalogul său mica galaxie situată în Calul Mic (Equuleus) având ascensia dreaptă 21h 05m 37.3s, iar declinația +11° 24' 50".
Galaxia are o anvergură de circa 2' (1.9'*1.7'), este ușor alungită și, cu o magnitudine aparentă de 12,5, nu este accesibilă decât amatorilor avansați.
NGC 7015 este o galaxie lenticulară (GSbc (G - Galaxie S - de tip lenticular bc - între b și c)) cu un nucleu aproape invizibil și care nu se detașează decât cu greutate.

## Observare
Se găsește la 1,5 grade nord-vest de steaua γ Equulei, devenind vizibilă doar cu instrumente cu deschidere mai mare de 150 mm, când se prezintă ca o stea neclară. Telescoapele profesionale sunt în măsură să individualizeze și brațele spiralelor, foarte strânse în jurul nucleului și al barei centrale.
Distanța de Calea Lactee este de mai mult de 200 de milioane de ani-lumină.